# Orciano Pisano
Pour les articles homonymes, voir Pisano.
Orciano Pisano est une commune italienne de la province de Pise, dans la région Toscane.

## Administration
| Période                                  | Période | Identité | Étiquette | Qualité |
| ---------------------------------------- | ------- | -------- | --------- | ------- |
|                                          |         |          |           |         |
| Les données manquantes sont à compléter. |         |          |           |         |

### Communes limitrophes
Collesalvetti, Fauglia, Lorenzana, Rosignano Marittimo, Santa Luce.